# Stargroves
Stargroves (рус. «Звездные рощи») — особняк и прилегающее к нему поместье, расположенное в местечке Ист-Вудхей в графстве Хэмпшир, Англия. В 1970-х годах принадлежал рок-музыканту Мику Джаггеру.
Джаггер купил дом в 1970 году  за 55 тыс. фунтов стерлингов, и до переезда весной 1971 года во Францию The Rolling Stones записывались здесь при помощи мобильной студии звукозаписи, расположенной в специально обустроенном грузовике, известном как «Передвижная студия The Rolling Stones». Группа записала в Старгроувс ряд песен для альбомов Sticky Fingers, Exile on Main St. и It's Only Rock 'n Roll.
Другие группы тоже записывались в Старгроувс, используя мобильную студию Rolling Stones. В мае 1971 года The Who записали в ней несколько песен, включая «Won't Get Fooled Again» и «Pure and Easy». В 1972 году Led Zeppelin записали здесь часть материала для альбомов Houses of the Holy и Physical Graffiti.
Экстерьер дома и прилегающая к нему земля были использованы во время съёмок серий «Пирамиды Марса» (1975) и «Образ Фендала» (1977) сериала Доктор Кто. Обе серии сняты с участием Четвёртого Доктора.
Джаггер продал Старгроувс в 1979 году за 200 тыс. фунтов стерлингов бизнесмену из Боксфорда Джону Варли. Затем в 1984 году его купил шведский бизнесмен Клас Бургхардт за 525 тыс. фунтов стерлингов. Спустя 4 года, в 1988 году, он продал его Полу Дюпи-младшему, владельцу Boston Celtics, за 2,25 млн фунтов стерлингов, который построил там баскетбольную площадку и обширные сады, но продал его в 1993 году.
В 1998 году Род Стюарт купил Старгроувс за 2,5 млн фунтов стерлингов у Фрэнка Уильямса, но так и не переехал туда и позже продал его после развода со своей тогдашней женой Рэйчел Хантер.